# Walther von Hünersdorff

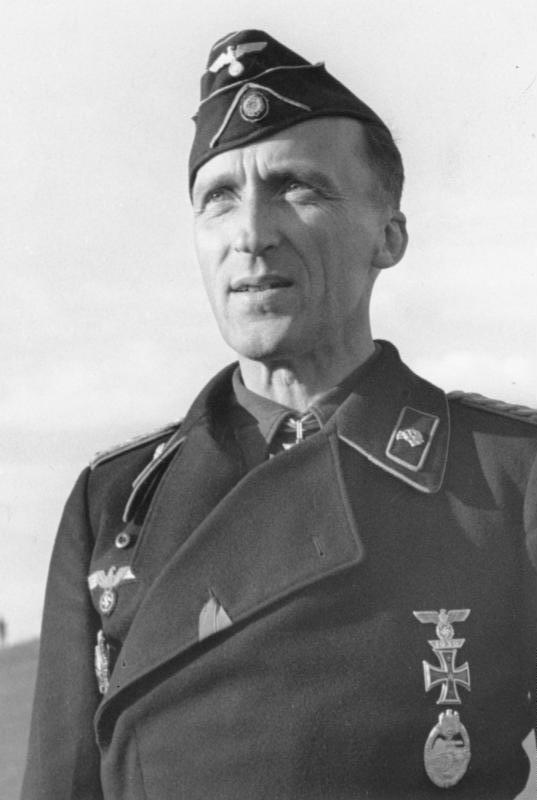
Walther von Hünersdorff als Generalmajor 1943

Walther von Hünersdorff (* 28. November 1898 in Kairo, Ägypten; † 17. Juli 1943 bei Charkow, Sowjetunion) war ein deutscher Generalleutnant und Kommandeur der 6. Panzer-Division im Zweiten Weltkrieg.

## Leben
Er entstammte der briefadeligen Familie von Hünersdorff, 1698 in den Württembergischen Adels- und Ritterstand nobilitiert. Seine Eltern waren der vormalige Rittergutsbesitzer Richard von Hünersdorff (* 1867; † 1928) und Auguste Marie Braumann (* 1869; † 1945), Tochter der Auguste Brandt und des Domänenpächters Wilhelm Braumann zu Rogätz. Sein ältester 1891 geborener Bruder Kurt von Hünersdorff wurde Oberst und dann Landwirt. Er hatte noch zwei weitere Brüder.
Hünersdorff trat am 9. August 1915 als Offiziersanwärter in das Husaren-Regiment „von Schill“ (1. Schlesisches) Nr. 4 ein. Mit dem Regiment war er während des Ersten Weltkriegs an der Westfront im Einsatz, wurde am 19. Oktober 1916 zum Leutnant befördert und im Verlauf des Krieges als Ordonnanzoffizier und zeitweise als Adjutant eingesetzt. Für sein Wirken erhielt er beide Klassen des Eisernen Kreuzes. Nach Kriegsende erfolgte seine Übernahme in die Reichswehr.
1930 hatte Hünersdorff im oberschlesischen Neustadt Oda von Wallenberg Pachaly geheiratet. Sie war die Tochter des Gutsbesitzers Friedrich von Wallenberg Pachaly-Siebischau und der Geva Gräfin zu Innhausen und Knyphausen. Ihre gemeinsame 1931 in Berlin geborene Tochter wurde nach der Schwiegermutter, Geva, benannt. Geva von Hünersdorff starb 1980 und war zuletzt, seit 1969, Leiterin der Pressestelle der Medizinischen Hochschule Hannover (MHH). Die Schwiegermutter Geva war das jüngste Kind des Großgrundbesitzers Edzard zu Innhausen und Knyphausen.

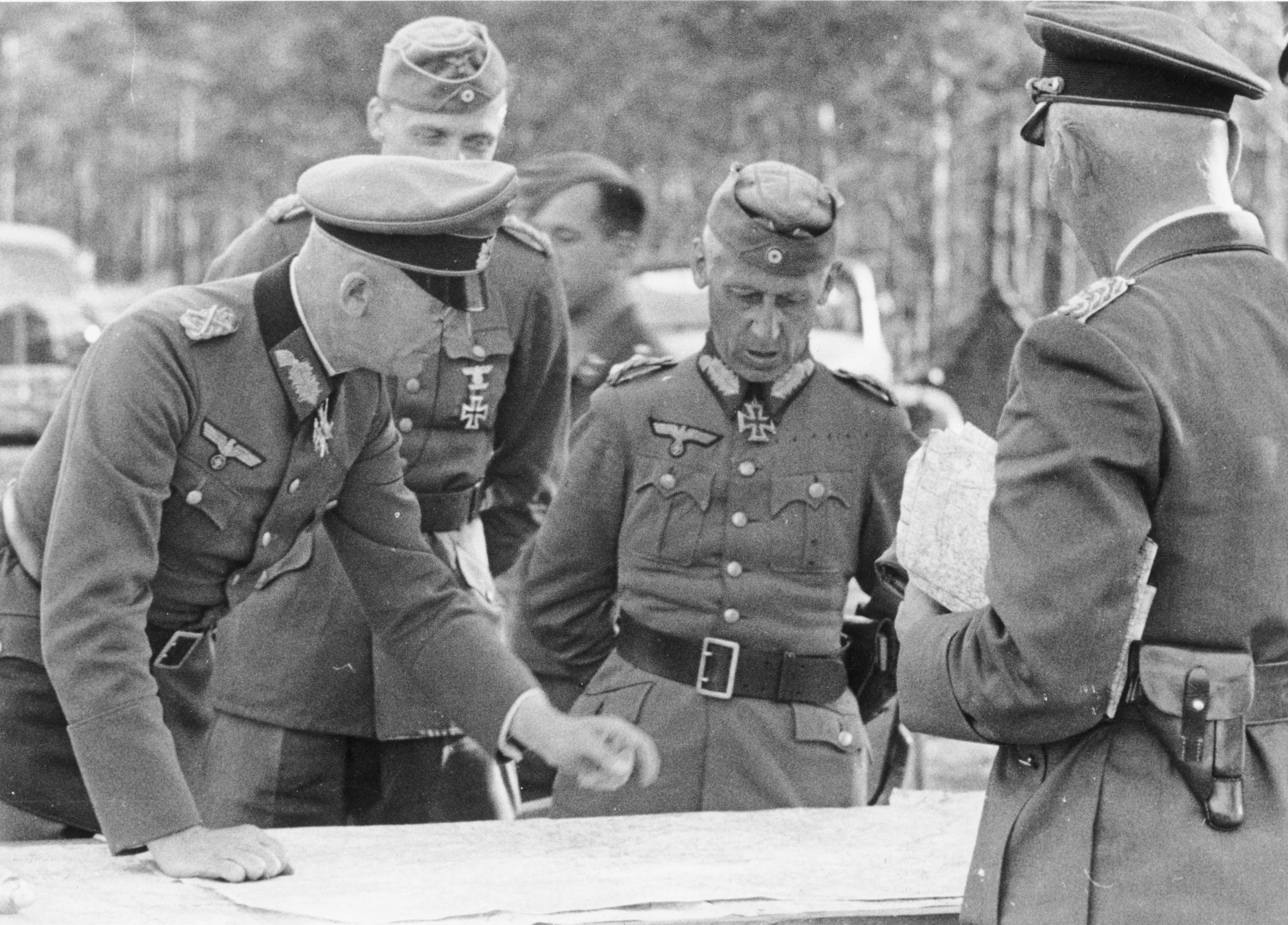
Lagebesprechung bei der Panzergruppe 3 im Juli 1941; von links: Generalfeldmarschall Fedor von Bock, Oberst Walther von Hünersdorff (verdeckt), Generaloberst Hermann Hoth, General der Flieger Wolfram von Richthofen

In der Reichswehr wurde Walther von Hünersdorff zunächst beim 7. (Preußisches) Reiter-Regiment eingesetzt. Im Jahr 1922 wurde er dann in das 11. (Preußisches) Reiter-Regiment versetzt. Im Sommer 1925 wurde er zum Oberleutnant befördert. Als Oberleutnant wurde er ab Frühjahr 1926 beim Regimentsstab in Neustadt eingesetzt. Ab dem Frühjahr 1927 dann dort als Adjutant eingesetzt. Am 1. August 1930 wurde er dann zur Führergehilfenausbildung in den Stab der 3. Division der Reichswehr nach Berlin versetzt. Am 1. Februar 1933 erfolgte die Beförderung zum Rittmeister. Am 1. April 1934 wurde dann in das Kommando der Panzertruppen versetzt. Die Beförderung zum Major erfolgte am 1. April 1936. Eine Versetzung zur Aufklärungs-Abteilung (motorisiert) 4 nach Sondershausen erfolgte am 6. Oktober 1936. Am 1. Februar 1938 wurde er Erster Generalstabsoffizier (Ia) im Stab der 1. Panzer-Division in Weimar. Als solcher wurde er am 1. Juni 1938 zum Oberstleutnant i. G. befördert.
Bei Kriegsbeginn wurde Hünersdorff zum Ersten Generalstabsoffizier (Ia) der 253. Infanterie-Division und am 25. Oktober 1939 wurde er dann Ia beim II. Armeekorps ernannt. Nach dem Westfeldzug erfolgte am 12. September 1940 die Ernennung zum Chef des Generalstabes des XV. Armeekorps. Mitte November 1940 erfolgte die Umbenennung des XV. Armeekorps zur Panzergruppe 3.

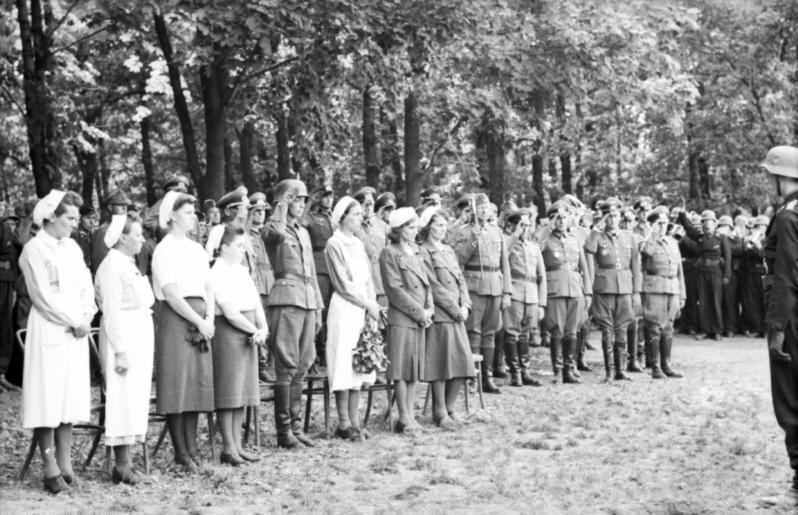
Ehefrau Oda (mit Blumenstrauß) und Generalfeldmarschall Erich von Manstein bei der Beisetzung Walther von Hünersdorff im Taras-Schewtschenko-Garten in Charkow, Juli 1943

Ab dem 22. Juni 1941 kämpfte er mit der Panzergruppe 3 (ab 1. Januar 1942 3. Panzerarmee) an der Ostfront. Am 1. Juli 1941 wurde er zum Oberst i. G. befördert. Am 26. Januar 1942 erhielt er für seine Leistungen an der Ostfront das Deutsche Kreuz in Gold. Am 1. Juli 1942 wurde er zum Kommandeur des Panzer-Regiments 11 ernannt, mit dem er sich zum Jahresende am Entsatzversuch für die bei Stalingrad eingeschlossene 6. Armee beteiligte; für seine Leistungen bei diesem letztlich erfolglosen Angriff wurde Hünersdorff am 22. Dezember 1942 mit dem Ritterkreuz des Eisernen Kreuzes ausgezeichnet. Nachdem er Anfang Februar 1943 ersatzweise die Führung der 6. Panzer-Division übernommen hatte, wurde er am 1. Mai bei gleichzeitiger Beförderung zum Generalmajor zum Kommandeur des Verbandes ernannt.
Mit der 6. Panzer-Division nahm er im Juli 1943 am Unternehmen Zitadelle teil. Am Morgen des 13. Juli wurde er durch einen Streifschuss leicht verletzt und am Nachmittag des gleichen Tages durch einen Kopfschuss schwer verwundet. Tags darauf wurde er im Lazarett in Charkow mit dem Eichenlaub zum Ritterkreuz des Eisernen Kreuzes (259. Verleihung) ausgezeichnet. Hünersdorff starb am 17. Juli im Lazarett. Er wurde in Charkow in Anwesenheit seiner Ehefrau, welche dort als Rotkreuzschwester arbeitete, begraben.
Mit Wirkung zum 1. Juli wurde er postum am 10. August 1943 zum Generalleutnant befördert.